# Acanthobrama
Acanthobrama és un gènere de peixos de la família dels ciprínids i de l'ordre dels cipriniformes.

## Taxonomia
- Acanthobrama centisquama (Heckel, 1843)[2]
- Acanthobrama hadiyahensis (Coad, Alkachem & Behnke, 1983)
- Acanthobrama hulensis (Goren, Fishelson & Trewavas, 1973)[3]†
- Acanthobrama lissneri (Tortonese, 1952)[4]
- Acanthobrama marmid (Heckel, 1843)[2]
- Acanthobrama mirabilis (Ladiges, 1960)[5]
- Acanthobrama telavivensis (Goren, Fishelson & Trewavas, 1973)[3]
- Acanthobrama terraesanctae (Steinitz, 1952)[6]
- Acanthobrama tricolor (Lortet, 1883)[7][8][9][10][11][12][13][14][15]